# Championnat sud-américain de football de 1946
Navigation
Chili 1945 Équateur 1947
Le Championnat sud-américain de football de 1946 est la dix-neuvième édition du championnat sud-américain de football des nations, connu comme la Copa América depuis 1975, qui a eu lieu en Argentine du 12 janvier au 10 février 1946. Cette édition est appelée « extra » (aucun trophée n'est remis aux vainqueurs), mais considérée comme officielle par la CONMEBOL.
Les pays participants sont l'Argentine, la Bolivie, le Brésil, le Chili, le Paraguay et l'Uruguay.

## Résultats

### Classement final
Les six équipes participantes sont réunies au sein d'une poule unique où chaque formation rencontre une fois ses adversaires. À l'issue des rencontres, l'équipe classée première remporte la compétition.
|   | Équipe    | Pts | J | G | N | P | BP | BC | Diff |
| - | --------- | --- | - | - | - | - | -- | -- | ---- |
| 1 | Argentine | 10  | 5 | 5 | 0 | 0 | 17 | 3  | +14  |
| 2 | Brésil    | 7   | 5 | 3 | 1 | 1 | 13 | 7  | +6   |
| 3 | Paraguay  | 5   | 5 | 2 | 1 | 2 | 8  | 8  | 0    |
| 4 | Uruguay   | 4   | 5 | 2 | 0 | 3 | 11 | 9  | +2   |
| 5 | Chili     | 4   | 5 | 2 | 0 | 3 | 8  | 11 | -3   |
| 6 | Bolivie   | 0   | 5 | 0 | 0 | 5 | 4  | 23 | -19  |

| 12 janvier | Argentine | 2 | 0 | Paraguay |
| 16 janvier | Brésil    | 3 | 0 | Bolivie  |
| 16 janvier | Uruguay   | 1 | 0 | Chili    |
| 19 janvier | Chili     | 2 | 1 | Paraguay |
| 19 janvier | Argentine | 7 | 1 | Bolivie  |
| 23 janvier | Brésil    | 4 | 3 | Uruguay  |
| 26 janvier | Paraguay  | 4 | 2 | Bolivie  |
| 26 janvier | Argentine | 3 | 1 | Chili    |
| 29 janvier | Uruguay   | 5 | 0 | Bolivie  |
| 29 janvier | Brésil    | 1 | 1 | Paraguay |
| 2 février  | Argentine | 3 | 1 | Uruguay  |
| 2 février  | Brésil    | 5 | 1 | Chili    |
| 8 février  | Chili     | 4 | 1 | Bolivie  |
| 8 février  | Paraguay  | 2 | 1 | Uruguay  |
| 10 février | Argentine | 2 | 0 | Brésil   |

### Matchs
| 12 janvier 1946 | Argentine                   | 2 – 0 | Paraguay | Stade Monumental (Buenos Aires)               |                                               |
| | De la Mata 6e · Martino 43e | (2 - 0) |          | Spectateurs : 70 000 Arbitrage : Mário Vianna | Spectateurs : 70 000 Arbitrage : Mário Vianna |
| Vacca - Salomón ( 57e Marante), Sobrero - Sosa, Strembel, Ramos - Boyé ( 40e), De la Mata ( 69e Méndez), Pontoni, Martino, Loustau | Équipes                     | S. García - Hugo, Casco - I. García, Ramírez, Coronel ( Cantero) - Calonga, Rodríguez ( Marín), Sánchez ( Rolón), Benítez Cáceres, Villalba ( 40e) |          | Spectateurs : 70 000 Arbitrage : Mário Vianna | Spectateurs : 70 000 Arbitrage : Mário Vianna |

| 16 janvier 1946 | Brésil                        | 3 – 0 | Bolivie | Stade Gasómetro (Buenos Aires)                         |                                                        |
| | Heleno 47e, 78e · Zizinho 65e | (0 - 0) |         | Spectateurs : 50 000 Arbitrage : José Bartolomé Macías | Spectateurs : 50 000 Arbitrage : José Bartolomé Macías |
| Ary - Domingos da Guia, Norival - Ivan, Rui, Jaime de Almeida - Eduardo Lima ( Tesourinha), Zizinho, Heleno, Jair, Ademir | Équipes                       | Arraya - Alcha, Bustamante - Ferrel, Fernández, Calderón - González, Ortega, Tapia ( Rosenbluth), Peredo ( Garzón), Orgaz |         | Spectateurs : 50 000 Arbitrage : José Bartolomé Macías | Spectateurs : 50 000 Arbitrage : José Bartolomé Macías |

| 16 janvier 1946 | Uruguay    | 1 – 0 | Chili | Stade Gasómetro (Buenos Aires)                |                                               |
| | Medina 34e | (1 - 0) |       | Spectateurs : 50 000 Arbitrage : Mário Vianna | Spectateurs : 50 000 Arbitrage : Mário Vianna |
| Máspoli - Pini, Tejera - Durán, Mañay ( 46e Varela), Prais - Castro, Medina, Schiaffino, Riephoff ( 74e Vázquez), Zapirain | Équipes    | Fernández - Salfate, Pino - Las Heras, Sepúlveda, Carvallo - Castro, Cremaschi, Araya ( Sáez), Vera ( Clavería), Medina ( Romo) |       | Spectateurs : 50 000 Arbitrage : Mário Vianna | Spectateurs : 50 000 Arbitrage : Mário Vianna |

| 19 janvier 1946 | Chili                     | 2 – 1 | Paraguay  | Stade Gasómetro (Buenos Aires)                   |                                                  |
| | Araya 48e · Cremaschi 68e | (0 - 0) | Rolón 77e | Spectateurs : 60 000 Arbitrage : Nobel Valentini | Spectateurs : 60 000 Arbitrage : Nobel Valentini |
| Fernández - Salfate ( Fuenzalida), López - Las Heras, Sepúlveda, Carvallo - Castro, Cremaschi, Araya ( Mancilla), Vera, Medina | Équipes                   | S. García - Hugo, Casco - I. García, Ramírez, Coronel - Calonga ( Ferreira), Rolón, Marín, Benítez Cáceres ( Genés), Villalba |           | Spectateurs : 60 000 Arbitrage : Nobel Valentini | Spectateurs : 60 000 Arbitrage : Nobel Valentini |

| 19 janvier 1946                                                                                   | Argentine                                                           | 7 – 1 | Bolivie    | Stade Gasómetro (Buenos Aires)                  |                                                 |
|                                                                                                   | Labruna 34e, 89e · Méndez 39e, 60e · Salvini 75e, 84e · Loustau 79e | (2 - 0) | Peredo 67e | Spectateurs : 65 000 Arbitrage : Higinio Madrid | Spectateurs : 65 000 Arbitrage : Higinio Madrid |
| Vacca - Salomón, Sobrero - Fonda, Strembel, Pescia - Salvini, Méndez, Pedernera, Labruna, Loustau | Équipes                                                             | Arraya - Alcha, Bustamante - Vargas, Fernández, Calderón - González, Ortega, Tapia ( Inchausti), Peredo, Orgaz ( Garzón) |            | Spectateurs : 65 000 Arbitrage : Higinio Madrid | Spectateurs : 65 000 Arbitrage : Higinio Madrid |

| 23 janvier 1946 | Brésil                                 | 4 – 3 | Uruguay                       | Stade Gasómetro (Buenos Aires)                      |                                                     |
| | Jair 1re, 16e · Heleno 39e · Chico 44e | (4 - 2) | Medina 25e, 70e · Vázquez 37e | Spectateurs : 40 000 Arbitrage : Cayetano de Nicola | Spectateurs : 40 000 Arbitrage : Cayetano de Nicola |
| Ary - Newton, Norival - Zezé Procópio, Rui, Jaime de Almeida ( Aleixo) - Tesourinha, Zizinho, Heleno, Jair ( Ademir), Chico ( Eduardo Lima) | Équipes                                | Máspoli - Pini, Tejera - Sabatel, Varela, Prais ( 46e Cajiga) - Volpi, Medina, Schiaffino ( 46e García), Vázquez, Zapirain |                               | Spectateurs : 40 000 Arbitrage : Cayetano de Nicola | Spectateurs : 40 000 Arbitrage : Cayetano de Nicola |

| 26 janvier 1946 | Paraguay                                            | 4 – 2                                                                                            | Bolivie                          | Stade Monumental (Buenos Aires)                        |                                                        |
| | Genés 30e · Benítez Cáceres 44e · Villalba 67e, 88e | (2 - 2)                                                                                          | Coronel 20e (csc) · González 42e | Spectateurs : 80 000 Arbitrage : José Bartolomé Macías | Spectateurs : 80 000 Arbitrage : José Bartolomé Macías |
| S. García - Carballo, Casco - I. García, Ramírez, Coronel - Viadiú, Rolón ( Benítez Cáceres), Rodríguez ( Marín), Genés, Villalba ( Ferreira) | Équipes                                             | Arraya - Alcha, Bustamante - Vargas, Fernández, Calderón - González, Ortega, Vega, Peredo, Orgaz |                                  | Spectateurs : 80 000 Arbitrage : José Bartolomé Macías | Spectateurs : 80 000 Arbitrage : José Bartolomé Macías |

| 26 janvier 1946                                                                                                  | Argentine                        | 3 – 1 | Chili         | Stade Monumental (Buenos Aires)                  |                                                  |
| | Labruna 39e, 60e · Pedernera 65e | (1 - 0) | Alcántara 85e | Spectateurs : 80 000 Arbitrage : Nobel Valentini | Spectateurs : 80 000 Arbitrage : Nobel Valentini |
| Vacca - Salomón, Sobrero - Fonda, Strembel, Pescia - Salvini ( 12e Pontoni), Méndez, Pedernera, Labruna, Loustau | Équipes                          | Fernández - Salfate, López - Las Heras, Sepúlveda, Carvallo - Castro ( Alcántara), Cremaschi, Mancilla ( Araya), Vera ( Peñaloza), Medina |               | Spectateurs : 80 000 Arbitrage : Nobel Valentini | Spectateurs : 80 000 Arbitrage : Nobel Valentini |

| 29 janvier 1946 | Uruguay                                | 5 – 0 | Bolivie | Libertadores de América (Avellaneda)            |                                                 |
| | Medina 1re, 25e, 30e, 78e · García 75e | (3 - 0)                                                                                                  |         | Spectateurs : 30 000 Arbitrage : Higinio Madrid | Spectateurs : 30 000 Arbitrage : Higinio Madrid |
| Máspoli - Pini, Possamai - Sabatel, Durán ( 46e Mañay), Cajiga - Volpi, Medina, García ( 80e Gómez), Riephoff, Zapirain ( 46e Castro) | Équipes                                | Arraya - Alcha, Prieto - Vargas, Fernández, Calderón - González ( Peñaloza), Ortega, Vega, Peredo, Orgaz |         | Spectateurs : 30 000 Arbitrage : Higinio Madrid | Spectateurs : 30 000 Arbitrage : Higinio Madrid |

| 29 janvier 1946 | Brésil      | 1 – 1 | Paraguay     | Libertadores de América (Avellaneda)                   |                                                        |
| | Norival 63e | (0 - 1) | Villalba 31e | Spectateurs : 30 000 Arbitrage : José Bartolomé Macías | Spectateurs : 30 000 Arbitrage : José Bartolomé Macías |
| Ary - Domingos da Guia, Norival - Zezé Procópio ( Ivan), Rui, Aleixo - Tesourinha, Zizinho, Leônidas da Silva, Ademir, Chico ( Heleno) | Équipes     | S. García - Hugo, Casco - I. García, Ramírez, Cantero ( Coronel) - Calonga ( Genés), Sánchez ( Ferreira), Marín, Benítez Cáceres, Villalba |              | Spectateurs : 30 000 Arbitrage : José Bartolomé Macías | Spectateurs : 30 000 Arbitrage : José Bartolomé Macías |

| 2 février 1946 | Argentine                                | 3 – 1 | Uruguay      | Stade Gasómetro (Buenos Aires)                |                                               |
| | Pedernera 32e · Labruna 46e · Méndez 72e | (1 - 0) | Riephoff 59e | Spectateurs : 80 000 Arbitrage : Mário Vianna | Spectateurs : 80 000 Arbitrage : Mário Vianna |
| Vacca - Salomón, Sobrero - Fonda ( 65e Sosa), Strembel ( 65e Ongaro), Pescia - De la Mata, Méndez, Pedernera, Labruna, Loustau | Équipes                                  | Máspoli - Pini, Tejera - Sabatel ( 77e), Varela ( 46e Durán), Cajiga - Volpi, Medina ( 73e Gómez), García ( 80e Schiaffino), Riephoff, Zapirain |              | Spectateurs : 80 000 Arbitrage : Mário Vianna | Spectateurs : 80 000 Arbitrage : Mário Vianna |

| 2 février 1946                                                                                                  | Brésil                                | 5 – 1 | Chili              | Stade Gasómetro (Buenos Aires)                   |                                                  |
| | Zizinho 4e, 41e, 46e, 71e · Chico 89e | (2 - 0) | Salfate 84e (pen.) | Spectateurs : 22 000 Arbitrage : Nobel Valentini | Spectateurs : 22 000 Arbitrage : Nobel Valentini |
| Ary - Newton, Norival - Ivan ( Zezé Procópio), Rui, Aleixo ( Danilo) - Tesourinha, Zizinho, Heleno, Jair, Chico | Équipes                               | Fernández - Salfate, López - Clavería, Fuenzalida ( Las Heras), Carvallo - Castro, Cremaschi, Sáez ( Mancilla), Peñaloza ( Vera), Medina |                    | Spectateurs : 22 000 Arbitrage : Nobel Valentini | Spectateurs : 22 000 Arbitrage : Nobel Valentini |

| 8 février 1946 | Chili                              | 4 – 1 | Bolivie    | Stade Gasómetro (Buenos Aires)                         |                                                        |
| | Araya 9e, 39e · Cremaschi 49e, 78e | (2 - 0) | Peredo 50e | Spectateurs : 18 000 Arbitrage : José Bartolomé Macías | Spectateurs : 18 000 Arbitrage : José Bartolomé Macías |
| Fernández - Salfate, López - Las Heras, Sepúlveda, Carvallo - Castro ( Alcántara), Cremaschi, Ruiz, Araya, Medina ( Romo) | Équipes                            | Arraya ( Navarro) - Alcha, Bustamante ( Ferrel) - Vargas, Fernández, Maida ( Calderón) - Peñaloza, Ortega, Vega, Peredo, Orgaz |            | Spectateurs : 18 000 Arbitrage : José Bartolomé Macías | Spectateurs : 18 000 Arbitrage : José Bartolomé Macías |

| 8 février 1946 | Paraguay                     | 2 – 1 | Uruguay        | Stade Gasómetro (Buenos Aires)                |                                               |
| | Villalba 37e · Rodríguez 75e | (1 - 0) | Schiaffino 57e | Spectateurs : 22 000 Arbitrage : Mário Vianna | Spectateurs : 22 000 Arbitrage : Mário Vianna |
| S. García - Hugo, Casco - I. García ( Coronel), Ramírez, Cantero - Calonga ( Ferreira), Sánchez, Marín ( Rodríguez), Benítez Cáceres, Villalba | Équipes                      | Máspoli - Pini, Possamai - Sabatel, Varela ( 46e Durán), Cajiga - Castro ( 80e Medina), Volpi, García, Riephoff, Schiaffino |                | Spectateurs : 22 000 Arbitrage : Mário Vianna | Spectateurs : 22 000 Arbitrage : Mário Vianna |

| 10 février 1946 | Argentine       | 2 – 0 | Brésil | Stade Monumental (Buenos Aires)                  |                                                  |
| | Méndez 38e, 55e | (1 - 0) |        | Spectateurs : 80 000 Arbitrage : Nobel Valentini | Spectateurs : 80 000 Arbitrage : Nobel Valentini |
| Vacca - Salomón ( 30e Marante), Sobrero - Fonda, Strembel ( 30e Ongaro), Pescia - De la Mata ( 30e), Méndez, Pedernera, Labruna, Loustau | Équipes         | Luiz Borracha - Domingos da Guia, Norival - Zezé Procópio, Danilo, Jaime de Almeida ( Rui) - Tesourinha ( Eduardo Lima), Zizinho ( Ademir), Heleno, Jair, Chico ( 30e) |        | Spectateurs : 80 000 Arbitrage : Nobel Valentini | Spectateurs : 80 000 Arbitrage : Nobel Valentini |

| Championnat sud-américain de football de 1946 - Vainqueur Argentine 8e titre |

## Meilleurs buteurs
7 buts
- José María Medina

5 buts
- Ángel Labruna
- Norberto Méndez
- Zizinho

4 buts
- Juan Bautista Villalba

3 buts
- Heleno de Freitas
- Jorge Araya
- Atilio Cremaschi